# Juan Manuel Díaz Burgos
Juan Manuel Díaz Burgos (Cartagena, 1951) es un fotógrafo español.

## Biografía
Realizó estudios de Maestro Industrial y fue profesor técnico en el Instituto Politécnico de Cartagena.De formación autodidacta en fotografía. En 1979 inicia como profesor las clases de esta especialidad en la Universidad Popular de Cartagena. Desde el año 2001 coordinó la puesta en marcha del Centro Histórico Fotográfico de la Región de Murcia, (CEHIFORM) hasta que fue cesado de su cargo en el verano de 2007.
A pesar de mostrar interés por la fotografía desde su infancia, no realizó su primera toma de contacto con este medio hasta los 24 años. El artista es un enamorado de Latinoamérica y ha viajado por países como República Dominicana, Perú, Jamaica, México, Costa Rica o Panamá, entre otros. Pero sin duda alguna, Cuba y Santo Domingo (República Dominicana) han sido lugares clave en su relación con América Latina, lugares donde ha recogido imágenes cargadas de realismo y en las que simplemente busca la fuerza de las gentes.
Sorprende la enorme cantidad de ensayos y trabajos de calidad que tiene en su haber tras más de veinte años de esfuerzo. Entre ellos encontramos La Habana.Visión Interior (cuyo libro fue editado en 2002 por Lunwerg),"Piel Canela","DESEO", "Malecón de La Habana", "Bienvenidos a La Boca", "Raíz de sueños","Trópico de Cáncer" o, "Dios Iberoamericano". 
Todos ellos ofrecen una visión muy particular de Latinoamérica, bien alejada de las imágenes que estamos acostumbrados a ver. Son fotografías extraordinarias de lo cotidiano, del día a día, de la vida; fotografías que siempre narran la historia de sus gentes, paisajes y culturas, y cuyos retratos son de una intensidad fuera de lo común.
Ha expuesto en Francia, Argentina, EE. UU., Japón, Cuba, Alemania y República Dominicana, entre otros países. Y en salas como el Museo de Arte Contemporáneo de Chicago o La Casa de América en Madrid.

## Premios (Selección)
̈* 2018ː Premio Piedad Isla.